# メイフラワー (哨戒ヨット)
メイフラワー（USS Mayflower (PY-1)）は、後にバット（USS Butte）を経て、アメリカ沿岸警備隊でメイフラワー（USCGC Mayflower (WPG-183) ）として再就役したアメリカ合衆国の軍艦。哨戒ヨット、大統領専用ヨットとして用いられた。第二次世界大戦後にはユダヤ人難民の輸送を行った。
アメリカ海軍に所属した同名の艦船の中では2代目の艦船である。

## 建造
メイフラワーは、豪華な汽船ヨットとして、1896年に、スコットランドのクライドバンクで、後にこの船の船上で死去した大富豪のオグデン・ゴーレット (Ogden Goelet) の注文に応じてJ&Gトムソンが建造した。

## 米西戦争
米西戦争の勃発で、迅速な海軍力の増強が必要となり、この船はゴーレット家から買い上げられて、1898年3月24日に 哨戒ヨットUSS Mayflower としてニューヨーク海軍工廠において就役し、M・R・S・マッケンジー (M. R. S. McKensie) 中佐が艦長となった。
4月20日、メイフラワーはフロリダ州キーウェストで、ウィリアム・T・サンプソン大将が指揮した艦隊に加わった。その2日後、艦隊はキューバのハバナの海上封鎖に向かった。その途上で、メイフラワーはスペイン船籍のスクーナー、サンティアゴ・アポストル (Santiago Apostol) を拿捕した。その他にも、数多くの漁船や沿岸貿易船を拿捕した。5月11日には、同じく「メイフラワー」という船名のイギリス船籍の商船を臨検し、これを海上封鎖破りの封鎖突破船と認め、拿捕艦船回航員によってアメリカ合衆国へ回航した。5月14日には、スペインの巡洋艦アルフォンソ12世が2隻の砲艦を率いて港外へ出て、封鎖の突破を図った。メイフラワーの砲撃によってスペイン側の艦船は引き返し、モロ要塞の援護射撃を得られる安全圏内に戻った。その後、米西戦争中のメイフラワーは、サンティアーゴ・デ・クーバやシエンフエーゴスの港湾警備にあたった。

## カリブ海
1899年はじめ、メイフラワーはニューヨークへ向かい、プエルトリコ周辺海域での特殊任務用に改装するため、2月2日にいったん退役となった。1900年6月15日、再び就役したメイフラワーの艦長にはダンカン・ケネディ (Duncan Kennedy) 中佐が就任した。メイフラワーはサンフアンで、アメリカ合衆国直轄領としての初代知事チャールズ・ハーバート・アレンが組織した行政府の拠点のひとつとして機能した。
1902年、メイフラワーは2度にわたってジョージ・デューイ少将の旗艦となった。1903年11月、ジョセフ・コクラン少将は、パナマ運河の建設を目的にパナマがコロンビアから独立した革命の際に、メイフラワーを旗艦としてパナマ沖に展開した。1904年の夏には、メイフラワーはヨーロッパへ渡り、秋にはアメリカ合衆国陸軍長官だったウィリアム・タフトの西インド諸島視察の乗艦として用いられた。メイフラワーは1904年11月1日にニューヨークで退役し、大統領専用ヨットに転用された。

## 大統領専用ヨット

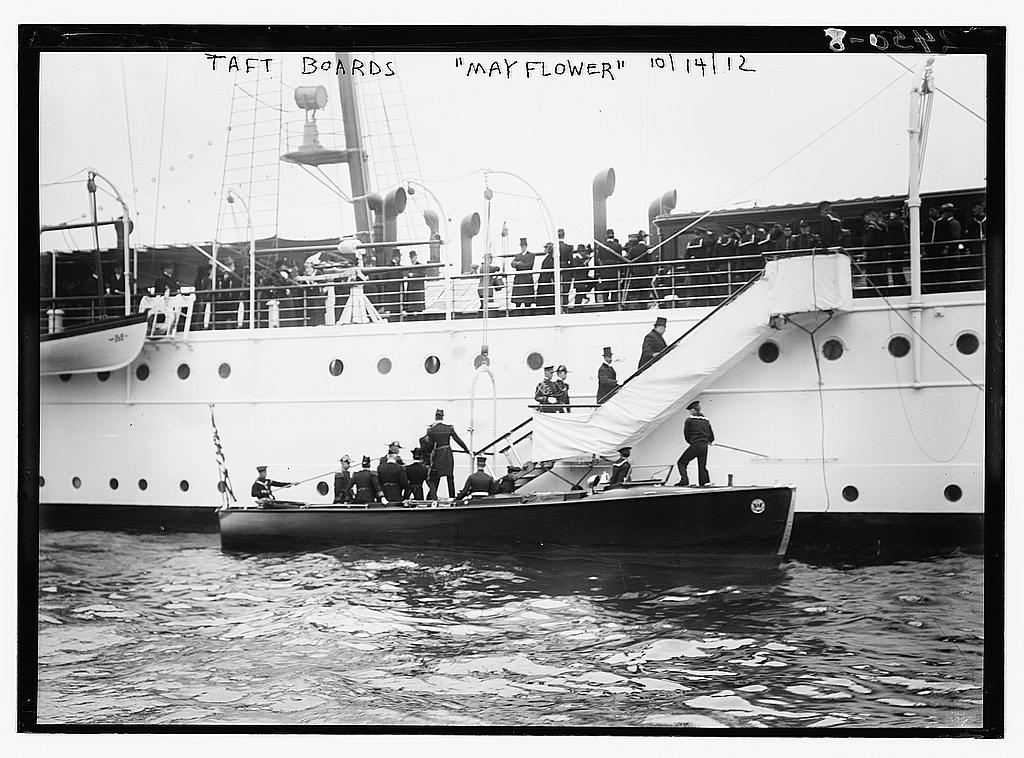
1912年10月14日、メイフラワーに乗船するタフト大統領。

1905年7月25日、改めて就役したメイフラワーはキャメロン・ウィンスロー中佐が艦長に就任し、直ちにニューヨーク州ロングアイランドのオイスター・ベイに向かったが、これは日露戦争の講和に向けた会議の準備の一環であった。8月5日、アメリカ合衆国大統領セオドア・ルーズベルトは、メイフラワー艦上にロシア帝国と大日本帝国の代表団を招き、両者を会見させた。その後もメイフラワーは、ルーズベルト大統領がノーベル平和賞を受賞する契機となった様々な交渉を支援する役割を果たした。
1906年にサントドミンゴへ、アメリカ合衆国の権益の保護のために通報艦として派遣された後、1929年まで、メイフラワーは大統領専用ヨットとされた。この時期にメイフラワーは、数多くの外交交渉や社交の場として利用された。世界各地の王族がこのヨット（遊行船）に乗り、ゲストブックには多数の重要な人物たちが署名を残した。ウッドロウ・ウィルソン大統領は、（後に再婚した相手で、当時は未亡人だった）イーディス・ボリング・ガルトとの交際の場として、メイフラワーをしばしば用いた。
就任当初のハーバート・フーヴァー大統領が行なった指示のひとつは、年間30万ドルの維持費がかかっていたメイフラワーの経済的な負担を節約することだった。1929年3月22日に、メイフラワーはフィラデルフィア海軍造船所で退役となり、フィリピン人の乗組員たちは、大統領の別荘だったラピダン・キャンプに転属となった。メイフラワーは競売にかけられたが、応札するものがなく、結局また軍用として使用することとなった。フィラデルフィア海軍造船所で全面的な改装をしている途中だった1931年1月24日に、メイフラワーは深刻な火災に見舞われた。消火のための放水が大量に流入したため、船体は水没し、引き揚げが必要になった。

## 民間人による所有
メイフラワーは、1931年10月19日に、「ラサール街の少年魔術師 (The boy wizard of LaSalle Street)」（ラサール街は、ニューヨークのウォール街に相当するシカゴの金融街）として知られていたフランク・P・パリッシュ (Frank P. Parish) の代理人レオ・P・コー (Leo P. Coe) に払い下げられた。パリッシュは、ニューヨークの Henry J. Gielow Inc.にメイフラワーを委ね、元々の豪勢な装いを復元する改装を施そうとしていたが、翌1932年には財務状況が悪化して船の売却を余儀なくされ、その直後には、法的追究や激怒した投資家たちから逃れるために、国外へ逃亡した。世界恐慌の時期には、代々の所有者たちがこの船の活用策を模索し、南アフリカ連邦で沿岸貿易船にする、歴史的遺物として保存する、水上舞踏場とするとか、海軍力の増強に勤しむ日本政府にスクラップとして売却するといった案まで検討された。しかし、複雑な法的問題が絡み、資金不足や、当時の厳しい事業環境もあって、こうした計画は実現しないまま船はニューヨークからフロリダ州ジャクソンビルまで、大西洋岸のあちこちの港に係留されながら、活用される機会を待ち続けた。

## 第二次世界大戦
アメリカ合衆国が第二次世界大戦に参戦した後、1942年7月31日に、戦時船舶管理局は、当時の所有者であったノースカロライナ州ウィルミントンの Broadfoot Iron Works Inc. からメイフラワーを買い上げ、艦名をバット (USS Butte) と改めた。1943年9月6日には沿岸警備隊に所属替えとなり、10月19日にメイフラワー（USCGC Mayflower (WPE-183)）として改めて就役した。ドイツのUボートから大西洋岸を警備するための監視活動や、沿岸貿易船の護衛といった任務に加え、レーダー訓練用の艦艇としてノーフォークやボストンで運用された。

## 末期
1946年7月1日に退役となったメイフラワーは、1947年1月8日にボルチモアでフランク・M・ショー (Frank M. Shaw) に、北極圏でアザラシなど鰭脚類を狩るための船として売却された。しかし、3月になった猟場であるグリーンランドとラブラドール地方の間の海域へ向かった際に、メリーランド州のポイント・ルックアウトの沖合で火災が発生し、船はボルチモアへの帰還を余儀なくされた。1948年はじめ、Collins Distributors Inc. がこの船を購入し、ニューヨークで新しいボイラーを載せ、パナマに船籍を置く便宜置籍船マッラ (Malla) として登録を行なった。その後は、イタリアのジェノヴァに拠点を移し、表向きは沿岸貿易船として地中海で運航された。マルセイユを密かに出港し、9月3日にイギリス委任統治領パレスチナ（後のイスラエル）のハイファに到着したこの船には、ユダヤ人難民が乗り込んでいた。その大部分は、前年の夏にパレスチナで入域を拒まれて送り返された、不運なエクソダスに乗船していた。

## 遺されたもの
メイフラワーの経歴は、船舶の歴史の中でも最も多様性に満ちた興味深いもののひとつである。メイフラワーは、アメリカ合衆国の大統領専用ヨットとしてT・ルーズベルト、タフト、ウィルソン、ハーディング、クーリッジに使用された。その一方で、軍用艦艇としても使用され、米西戦争、第一次世界大戦、第二次世界大戦のすべてで実戦配備された、ごく少数の艦のひとつであることは間違いなく、もしかすると唯一の艦であったかもしれない。

## 受賞
- Sampson Medal (1898)
- Spanish Campaign Medal (1898)
- World War I Victory Medal (1917-1919)
- American Campaign Medal (1942-1946)
- World War II Victory Medal (1942-1946)